# Chiesa di San Benedetto al Colletto
La chiesa di San Benedetto al Colletto è un luogo di culto cattolico situato nel rione del Colletto nel comune di Taggia, in piazza del Colletto, in provincia di Imperia.

## Storia e descrizione
L'edificio religioso si trova a breve distanza dalla chiesa di Nostra Signora del Canneto, lungo l'antica strada per Badalucco. Intitolato al santo locale Benedetto Revelli, il primo impianto potrebbe risalire al XV secolo - un documento cita il 1452 - e fu la prima sede della confraternita del Gonfalone o detta anche "dei Bianchi" per il colore delle cappe. Il 18 aprile del 1578 la congregazione si trasferì poi definitivamente nell'oratorio dei Santi Sebastiano e Fabiano, tutt'ora insediata e attiva.
L'attuale costruzione, probabilmente più un primo intervento ampliativo post fondazione, avvenne nella prima metà del XVII secolo a seguito del voto fatta dalla popolazione di Taggia quale ringraziamento per il termine del conflitto tra la Repubblica di Genova - a cui la comunità tabiese era storicamente legata - e il Ducato di Savoia nel 1625. Nel 1645 la chiesa fu interessata da nuovi ampliamenti e modifiche.
Ad unica aula rettangolare, l'altare maggiore presente è opera del 1733 dello scultore Giacomo Filippo Marvaldi.